# Diócesis de Lokossa
La diócesis de Lokossa (en latín: Dioecesis Lokossensis y en francés: Diocèse de Lokossa) es una circunscripción eclesiástica de la Iglesia católica en Benín. Se trata de una diócesis latina, sufragánea de la arquidiócesis de Cotonú. Desde el 4 de marzo de 2023 su obispo es Coffi Roger Anoumou.

## Territorio y organización
La diócesis tiene 4009 km² y extiende su jurisdicción sobre los fieles católicos de rito latino residentes en los departamentos de Mono y de Kouffo.
La sede de la diócesis se encuentra en la ciudad de Lokossa, en donde se halla la Catedral de San Pedro Claver.
En 2021 en la diócesis existían 57 parroquias.

## Historia
La diócesis fue erigida el 11 de marzo de 1968 con la bula Ecclesia sancta Dei del papa Pablo VI, obteniendo el territorio de la arquidiócesis de Cotonú.

## Estadísticas
Según el Anuario Pontificio 2022 la diócesis tenía a fines de 2021 un total de 187 120 fieles bautizados.
| Año                                                                             | Población            | Población | Población      | Sacerdotes | Sacerdotes    | Sacerdotes    | Bautizados por sacerdote | Diáconos permanentes | Religiosos | Religiosos | Parroquias |
| Año                                                                             | Bautizados católicos | Total     | % de católicos | Total      | Clero secular | Clero regular | Bautizados por sacerdote | Diáconos permanentes | Varones    | Mujeres    | Parroquias |
| ------------------------------------------------------------------------------- | -------------------- | --------- | -------------- | ---------- | ------------- | ------------- | ------------------------ | -------------------- | ---------- | ---------- | ---------- |
| 1970                                                                            | 23 098               | 310 008   | 7.5            | 21         | 9             | 12            | 1099                     |                      | 13         | 35         | 11         |
| 1980                                                                            | 25 500               | 421 000   | 6.1            | 14         | 12            | 2             | 1821                     |                      | 2          | 43         | 12         |
| 1990                                                                            | 61 450               | 712 000   | 8.6            | 38         | 36            | 2             | 1617                     |                      | 2          | 36         | 21         |
| 1998                                                                            | 83 452               | 979 210   | 8.5            | 60         | 60            |               | 1390                     |                      |            | 88         | 31         |
| 2001                                                                            | 85 453               | 982 210   | 8.7            | 56         | 56            |               | 1525                     |                      |            | 103        | 31         |
| 2003                                                                            | 85 400               | 881 371   | 9.7            | 70         | 69            | 1             | 1220                     |                      | 1          | 107        | 32         |
| 2004                                                                            | 140 000              | 884 623   | 15.8           | 78         | 77            | 1             | 1794                     |                      | 1          | 116        | 34         |
| 2010                                                                            | 138 279              | 1 110 409 | 12.5           | 104        | 104           |               | 1329                     |                      |            | 135        | 45         |
| 2013                                                                            | 146 700              | 1 261 000 | 11.6           | 120        | 120           |               | 1222                     |                      |            | 139        | 50         |
| 2016                                                                            | 159 042              | 1 306 543 | 12.2           | 125        | 125           |               | 1272                     |                      |            | 124        | 54         |
| 2019                                                                            | 177 315              | 1 456 400 | 12.2           | 127        | 127           |               | 1396                     |                      | 4          | 152        | 57         |
| 2021                                                                            | 187 120              | 1 537 960 | 12.2           | 134        | 134           |               | 1396                     |                      | 4          | 152        | 57         |
| Fuente: Catholic-Hierarchy, que a su vez toma los datos del Anuario Pontificio. |                      |           |                |            |               |               |                          |                      |            |            |            |

## Episcopologio
- Christophe Adimou † (11 de marzo de 1968-28 de junio de 1971 nombrado obispo de Cotonú)
- Robert Sastre † (2 de marzo de 1972-16 de enero de 2000 falleció)
- Victor Agbanou (5 de julio de 2000-4 de marzo de 2023 retirado)
- Coffi Roger Anoumou, desde el 4 de marzo de 2023